# Miguel Molina
Miguel Molina, znany także Micky Molina, właściwie Miguel Ángel Molina Tejedor (ur. 27 listopada 1963 roku w Madrycie) – hiszpański aktor i pieśniarz.
Urodził się jako szóste z ośmiorga dzieci piosenkarza i aktora Antonio Moliny, brat Ángeli, Pauli, Móniki i Noela. Zagrał m.in. w komediodramacie Pedro Almodóvara Pośród ciemności (Entre tinieblas, 1983) (w roli Tarzána) oraz w filmie Prawo pożądania (La ley del deseo, 1987) (jako Juan Bermúdez). 
Ma czworo dzieci, jedno z nich narodził się jego związek z aktorką Lydią Bosch.